# Flugzeugkatastrophe von Tachikawa
Am 18. Juni 1953 stürzte bei der Flugzeugkatastrophe von Tachikawa eine Douglas C-124 der United States Air Force nur wenige Minuten nach dem Start von Tachikawa (Japan) ab.

## Verlauf
Die C-124 startete um 16:31 Uhr vom Militärflugplatz Tachikawa (Tokio, Japan) mit dem Ziel Seoul. Etwa eine Minute nach dem Start meldeten die Piloten über Funk, dass Triebwerk 1 ausgefallen sei und man zum Militärstützpunkt zurückkehren wolle. Kurz darauf kam es an der linken Tragfläche zu einem Strömungsabriss und die C-124 ging in einen Spiralsturz über.
Um 16:34 Uhr stürzte die C-124 in ein Wassermelonenfeld und explodierte. Der Funker der Maschine konnte lebend geborgen werden, starb aber wenige Minuten später. Alle 129 Insassen kamen ums Leben. Zu diesem Zeitpunkt war es der schwerste Flugunfall der Geschichte und der erste mit mehr als 100 Toten.